# 이안 반사식 카메라

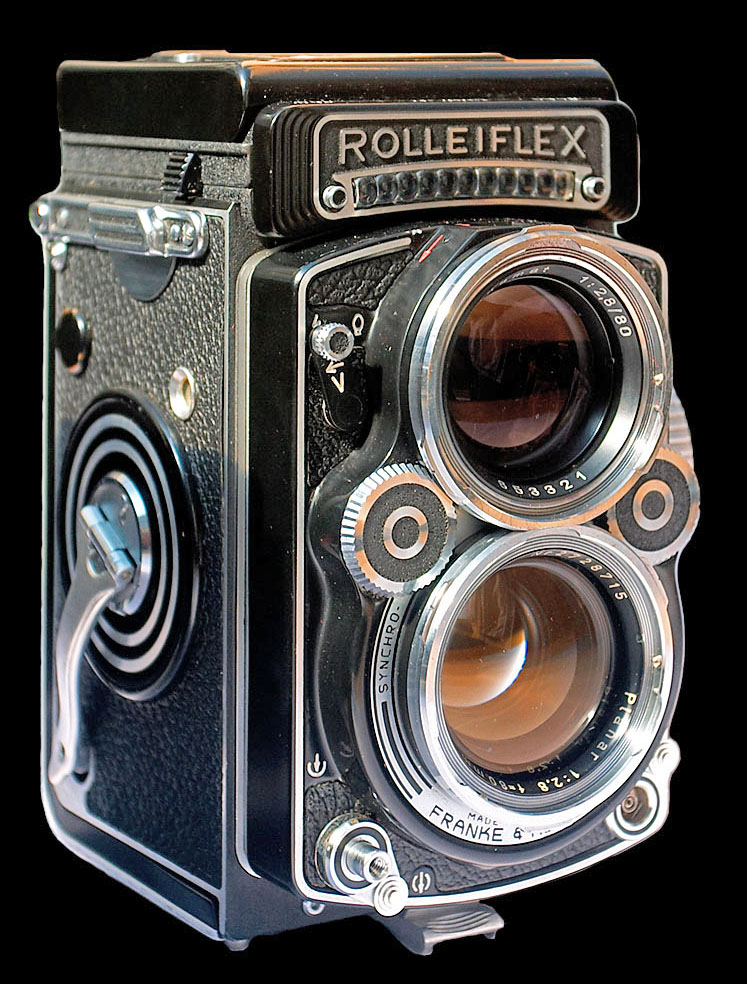
대표적인 TLR인 Rolleflex카메라

이안 반사식 카메라(Twin-lens reflex camera)는 두 개의 렌즈를 사용하여 촬영하는 중형 필름 카메라이다.
이름 그대로 두 개의 렌즈를 사용하는 것이 특징인데, 위쪽의 렌즈는 파인더용, 아래쪽의 렌즈는 촬영용이다. 두 개의 렌즈는 같은 초점거리를 가지고 있고, 초점조정시 두 개의 렌즈가 연동되어 같이 움직이게 된다. 따라서 하나의 렌즈만 초점을 맞추면 다른 하나도 똑같이 초점이 맞게 된다.
이안 반사식 카메라는 일안 반사식 카메라처럼 상을 반사시키는 거울을 사용하여 뷰파인더로 상을 보내지만, 일안 반사식 카메라와는 달리 거울이 움직이지 않고 고정되어 있다.

## 장단점

### 장점
- 거울이 고정되어 있는 구조로, 거울의 이동을 위한 매커니즘이 필요하지 않아 구조가 간단하고 안정적이다.
- 초점용 스크린이 넓어 뷰파인더가 크기 때문에 MF식 SLR보다 초점을 맞추기가 더 쉽다.
- 이 카메라의 대부분의 뷰파인더가 위를 향하고 있다. 따라서 카메라를 눈높이가 아닌 허리 높이로 내려서 촬영하므로 로우앵글 촬영이 쉽다.
- 일안 반사식 카메라와 달리 거울을 움직이지 않으므로 블랙아웃(Black Out),미러쇼크(Mirror Shock) 현상이 없다.

### 단점
- 촬영용 렌즈와 뷰파인더용 렌즈가 같은 위치에 있지 않으므로, 렌즈간에 시차(parallax)가 발생한다.
- 뷰파인더에 비치는 상이 좌우반전인 상태이므로 구도조정이 어렵다.
- 눈높이(eye-level) 촬영이 어렵다.
- 다양한 초점거리의 렌즈 사용이 어렵다.

## 같이 보기
- 일안 반사식 카메라